# Melbeck
Melbeck – miejscowość  i gmina położona w niemieckim kraju związkowym Dolna Saksonia, w powiecie Lüneburg. Jest siedzibą (niem. Samtgemeinde) gminy zbiorowej Ilmenau.

## Położenie geograficzne
Melbeck leży w centralnej części gminy zbiorowej Ilmenau 8 km na południe od Lüneburga.
Od północy sąsiaduje z  Lüneburgiem, od północnego wschodu z gminą Deutsch Evern, od południowego wschodu i południa z gminą Bienenbüttel w powiecie Uelzen, od południowego zachodu z gminą Barnstedt i od zachodu z gminą Embsen.
Na wschodzie gminy płynie Ilmenau, która dała nazwę gminie zbiorowej, a przez gminę strumień Barnstedt-Melbecker Bach, mały lewy dopływ Ilmenau.

## Historia
Po raz pierwszy wzmiankowany jest młyn Melbeck w 1265, kiedy to jego właściciel rycerz Hunerus von Öhme z Lüneburga sprzedał go za siedem groszy młynarzowi Fryderykowi w Melbeck w poniedziałek przed Wniebowstąpieniem. W 1355 młyn został sprzedany opatowi Ulrichowi z klasztoru St. Michaeliskloster (pol. klasztor św. Michała) w Lüneburgu. Młyn stał się od tej pory młynem klasztornym. Trzy lata później został on wydzierżawiony. Dziesięcina z tego tytułu płacona była aż do 1834.

## Komunikacja
Melbeck znajduje się 12 km od węzła Lüneburg-Nord na autostradzie A39 (dawna A250) i leży na szlaku drogi krajowej B4 pomiędzy Lüneburgiem na północy a Uelzen na południu.